# Фатхуллин, Ашраф Ахметович
Ашраф Ахметович Фатхуллин (10 марта 1927, Исянбетово, Башкирская АССР — 26 декабря 2004, Сибай, Республика Башкортостан) — горный мастер Башкирского медно-серного комбината, Герой Социалистического Труда.

## Биография
Ашраф Ахметович Фатхуллин родился 10 марта 1927 г. в д. Исянбетово.
Образование — среднее специальное, в 1976 году окончил Учалинский горно-металлургический техникум.
Трудовую деятельность начал в 1942 г. старателем Тубинского рудоуправления Баймакского района. В 1944—1960 гг. работал забойщиком, сменным мастером, машинистом бурового станка Сибайского рудника, в 1960—1970 гг. — помощником машиниста экскаватора, машинистом бурового станка карьера по добыче руд Башкирского медно-серного комбината.
Бригада А. А. Фатхуллина в 1966—1970 гг. добилась наивысшей производительности станка СБШ-250 — 32 450 погонных метров в год при среднем показателе по руднику 28 092 погонных метров. Участвуя в социалистическом соревновании в честь 100-летия со дня рождения В. И. Ленина бригада досрочно выполнила план восьмой пятилетки (1966—1970) по бурению скважин к 16 марта 1970 г. В 1967, 1969 и 1970 годах передовые методы и показатели работы А. А. Фатхуллина демонстрировались на ВДНХ СССР в Москве.
В период пятилетки Ашраф Ахметович внёс девять рационализаторских предложений с годовым экономическим эффектом 8,3 тысячи рублей.
За выдающиеся успехи, достигнутые в развитии цветной металлургии, Указом Президиума Верховного Совета СССР от 30 марта 1971 года А. А. Фатхуллину присвоено звание Героя Социалистического Труда.
В 1975—1977 годах Ашраф Ахметович — бурильщик скважин, горный мастер рудника Учалинского горно-обогатительного комбината. До ухода на пенсию в 1987 г. трудился на Башкирском медно-серном комбинате бурильщиком карьера по добыче руд.
Последние года жизни жил в г. Сибай Республики Башкортостан.
Скончался 26 декабря 2004 года, похоронен на Старом кладбище города Сибай.

## Награды
- Герой Социалистического Труда (1971)
- Награждён орденом Ленина (1971)
- Почётный горняк СССР (1967).